# 2024년 하계 올림픽 요트
2024년 하계 올림픽 요트(프랑스어: Voile aux Jeux olympiques d'été de 2024)는 2024년 하계 올림픽의 정식 종목으로 진행된 요트 경기로 2024년 7월 28일부터 8월 8일까지 프랑스 마르세유에서 열렸다.

## 참가국
- 알제리 (1)
- 앙골라 (3)
- 앤티가 바부다 (1)
- 아르헨티나 (7)
- 아루바 (2)
- 오스트레일리아 (12)
- 오스트리아 (9)
- 벨기에 (8)
- 버뮤다 (1)
- 브라질 (12)
- 영국령 버진아일랜드 (1)
- 캐나다 (6)
- 케이맨 제도 (1)
- 칠레 (2)
- 중화인민공화국 (13)
- 콜롬비아 (1)
- 크로아티아 (6)
- 키프로스 (4)
- 체코 (3)
- 덴마크 (9)
- 이집트 (2)
- 엘살바도르 (1)
- 에스토니아 (2)
- 피지 (2)
- 핀란드 (4)
- 프랑스 (14) 주최
- 독일 (14)
- 영국 (14)
- 그리스 (4)
- 과테말라 (1)
- 홍콩 (5)
- 헝가리 (2)
- 인도 (2)
- 아일랜드 (4)
- 이스라엘 (8)
- 이탈리아 (12)
- 일본 (7)
- 쿠웨이트 (1)
- 리투아니아 (2)
- 말레이시아 (2)
- 모리셔스 (2)
- 멕시코 (2)
- 몬테네그로 (1)
- 모잠비크 (1)
- 네덜란드 (11)
- 뉴질랜드 (12)
- 노르웨이 (5)
- 페루 (3)
- 폴란드 (10)
- 포르투갈 (4)
- 푸에르토리코 (1)
- 루마니아 (1)
- 세인트루시아 (1)
- 사모아 (2)
- 싱가포르 (2)
- 슬로바키아 (1)
- 슬로베니아 (6)
- 대한민국 (1)
- 스페인 (13)
- 스웨덴 (8)
- 스위스 (7)
- 태국 (4)
- 튀르키예 (8)
- 미국 (13)
- 우루과이 (3)

## 메달리스트

### 남자
| 종목                | 금 | 은 | 동 |
| ------------------- | -- | -- | -- |
| IQFoil 자세히       |    |    |    |
| 포뮬러카이트 자세히 |    |    |    |
| ILCA 7 자세히       |    |    |    |
| 49er 자세히         |    |    |    |

### 여자
| 종목                | 금 | 은 | 동 |
| ------------------- | -- | -- | -- |
| IQFoil 자세히       |    |    |    |
| 포뮬러카이트 자세히 |    |    |    |
| ILCA 7 자세히       |    |    |    |
| 49erFX 자세히       |    |    |    |

### 혼성
| 종목            | 금 | 은 | 동 |
| --------------- | -- | -- | -- |
| 470 자세히      |    |    |    |
| 나크라17 자세히 |    |    |    |